# Esther Barbara Bloemart

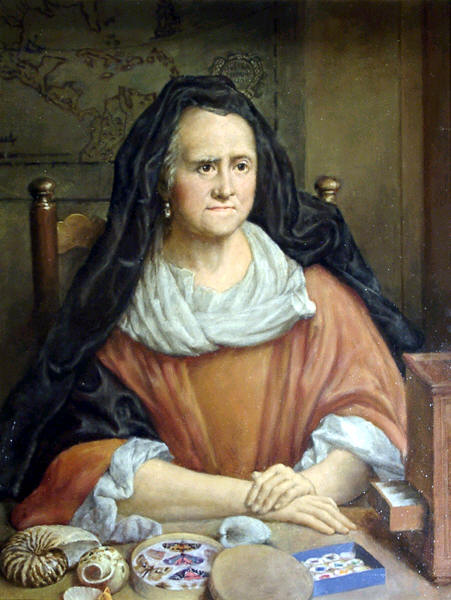
Esther Barbara von Sandrart, gemalt von George Desmarées

Esther Barbara Bloemart, auch bekannt als Esther Barbara von Sandrart (* 7. Juni 1651 in Deutschland; † 1733), war eine deutsche Kunstsammlerin.

## Biografie
Esther Barbara Bloemart wurde am 7. Juni 1651 als Tochter des Bankiers Wilhelm Bloemart und dessen Frau Anna Elisabeth Bloemart (geborene Salmuthin) in Deutschland geboren. Die Familie lebte in Nürnberg.
1673 wurde sie mit dem 45 Jahre älteren Maler und Kunsthistoriker Joachim von Sandrart (1606–1688) verheiratet, dessen erste Frau im Jahr zuvor verstorben war. Nachdem ihr Mann 1688 gestorben war, begann Esther Barbara eine Kunst- und Naturaliensammlung anzulegen, das „Cabinet von Sandrart“ in Nürnberg. Ihre Sammelleidenschaft reichte von Münzen über Schmetterlinge bis hin zu ethnografischen Artefakten. Esther Barbara von Sandrart wurde selbst als die größte Kuriosität in ihrem Kabinett bezeichnet; noch mit 80 Jahren erläuterte sie die Geschichte und Herkunft ihrer gesammelten Objekte.
Der Maler George Desmarées fertigte mehrere Porträts Esther Barbara von Sandrarts an, sowohl Gemälde als auch Kupferstiche.